# Auto Hahn

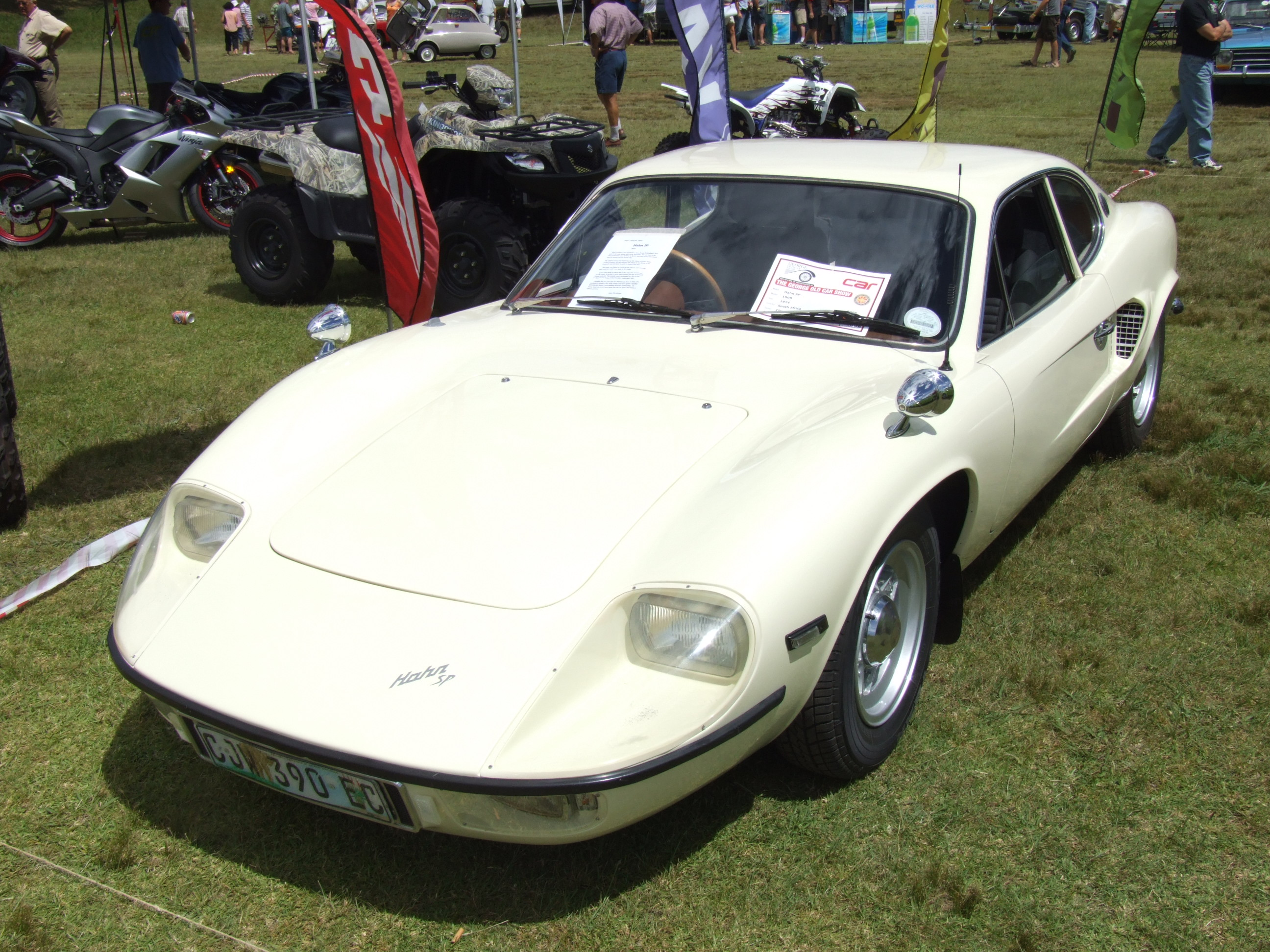
Hahn

Auto Hahn war ein südafrikanischer Hersteller von Automobilen.

## Unternehmensgeschichte
Das Unternehmen aus East London unter Leitung der Herren Hahn und Schenkie stellte Automobile her. Der Markenname lautete Hahn. Eine Quelle gibt den Produktionszeitraum unpräzise mit 1970er Jahre an, eine andere präzise mit 1974. Insgesamt entstanden sechs Fahrzeuge sowie eine siebte Karosserie.

## Fahrzeuge
Das einzige Modell GT entsprach weitgehend dem Fiberfab FT Bonito von Fiberfab Inc. Das Fahrgestell vom VW Käfer bildete die Basis. Darauf wurde eine Coupé-Karosserie aus Fiberglas montiert. Der Neupreis für die Fahrzeuge lag mit rund 4500 Rand etwa 80 % über dem Preis für einen VW Käfer.
Soweit bekannt, wurde ein Fahrzeug durch ein Feuer zerstört. Es existieren noch drei Komplettfahrzeuge sowie zwei Fahrzeuge in Teilen.